# 阿尔加维国际赛道
阿尔加维国际赛道 (葡萄牙語：Autódromo Internacional do Algarve)，通常也称为波尔蒂芒赛道，是一条位于葡萄牙波尔蒂芒的4.692千米长的能容纳10万名观众的赛道。
2010年10月，各车队同意将波尔蒂芒赛道同巴林赛道一起作为一级方程式赛车的测试场所。